# 中信広場駅
中信広場駅（ちゅうしんひろばえき）は、中華人民共和国湖南省長沙市天心区にある1号線の駅である。

## 駅構造
- 1号線：相対式ホーム1面

5号線：

## 駅周辺
- 長株潭都市間鉄道先鋒駅
- 中信新城
- 友阿奥特莱斯
- 鑫遠和城[2]